# Yun Shouping

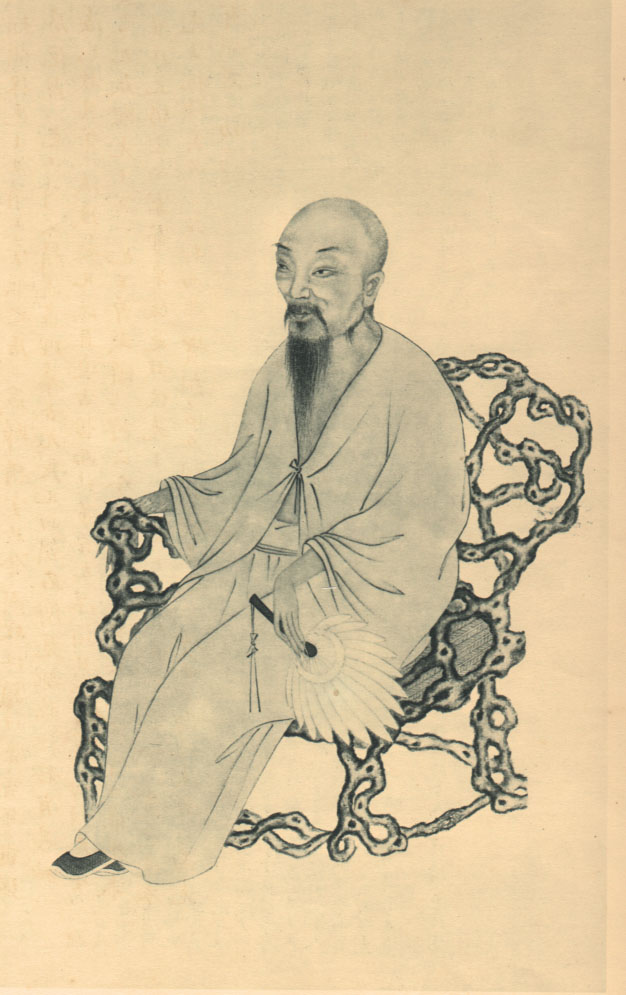
19e-eeuws portret van Yun Shouping

Yun Shouping  (traditioneel Chinees: 惲壽平; 1633–1690) was een Chinees kunstschilder die actief was tijdens de beginjaren van de Qing-dynastie. Zijn omgangsnaam was Zhengshu en zijn artistieke naam Nantian. Yun werd gewaardeerd om zijn bloemschilderingen en gerekend tot een van de Zes Meesters van de vroege Qing-periode, samen met Wang Shimin (ca. 1592–1680), Wang Jian (ca. 1598–1677), Wang Yuanqi (1642–1715), Wang Hui (1632–1717) en Wu Li (ca. 1632–1718).

## Biografie

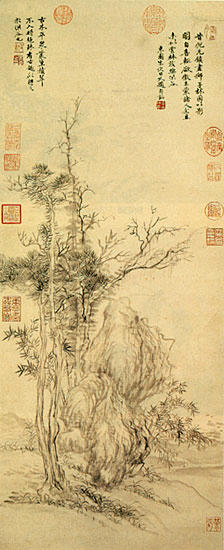
Oude bomen en bamboe in de stijl van Ni Zan

Yun Shouping was geboren in Wujin, in de provincie Jiangsu. Zijn familie was bekend in de streek, maar was in Yuns tijd reeds verarmd. Hij was een ijverige leerling en maakte op achtjarige leeftijd maakte hij gedichten over lotusbloemen. Een toekomst als literator leek vanzelfsprekend, maar zijn ouders konden deze dure opleiding niet bekostigen. Yun legde zich toe op het schilderen van landschappen en leefde van de verkoop van zijn werken.
Toen Yun als jonge man door China reisde, kwam hij in aanraking met de werken van Wang Hui en Zha Shibiao (1615–1698). Met name de kwaliteit van Wangs shan shui-werken overweldigde Yun. Hij meende dat hij altijd in de schaduw van Wang zou blijven als hij zijn focus niet zou verleggen. Derhalve begon hij een studie te maken van twee andere genres, namelijk vogel- en bloemschilderingen en bamboeschilderingen. Hij werd met name bekend om zijn bloemschilderingen. Ook was hij een bedreven kalligraaf in de stijl van Chu Suiliang (596–658).

## Werken

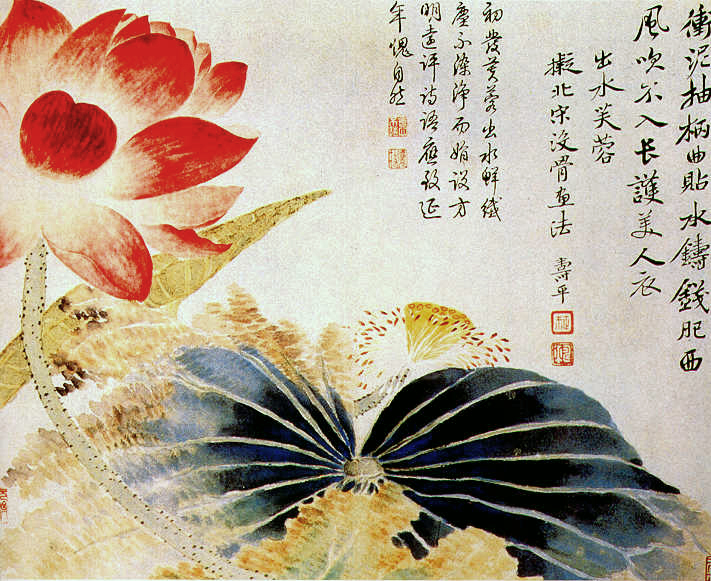
Lotusbloemen breken door het wateroppervlak

Yun Shouping maakte een studie van de mogu-stijl van Xu Xi (937–975), Xu Congsi (actief 11e eeuw) en diverse kunstschilders uit de Ming-periode (1368–1644). Hun techniek in gewassen inkt was minder gebonden aan de exacte gongbi-techniek en derhalve expressiever.
Yun, die later tot een van de belangrijkste mogu-meesters werd gerekend, wilde de vitaliteit van zijn onderwerpen in zijn schilderwerken weergeven. Hij gebruikte elegante en verfijnde penseelstreken en schuwde geen harde kleuren als rood en paars, kleuren die in die tijd als opzichtig en aanmatigend werden beschouwd.

## Invloed
Yuns frisse, elegante en simpele schilderstijl blies nieuw leven in het genre van bloemschilderingen en werd veelvuldig geïmiteerd. Yun wordt bezien als de grondlegger van de Changzhou-school, een orthodoxe stroming van realistische schilderkunst. Aan het einde van de 19e eeuw mengde de Lingnan-school Yuns stijl met de westerse schilderkunst.
- Bibliothèque nationale de France: cb14943702f (data)
- CiNii: DA01541367
- Gemeinsame Normdatei: 135916151
- International Standard Name Identifier: 0000 0000 8255 5958
- KulturNav: d089ce27-f500-4e1a-9570-5798e1cb472d
- Library of Congress Control Number: n81081222
- Bibliotheek van het Japanse parlement: 00533498
- Nationale bibliotheek van Australië: 36605830
- Nationale Bibliotheek van Israël: 987007270259805171
- Nederlandse Thesaurus van Auteursnamen: 157473082
- Système universitaire de documentation: 158300483
- Trove: 1322679
- Union List of Artist Names: 500328444
- Virtual International Authority File: 67788273
- WorldCat: E39PBJjRY7Yf9XDRVqxyWJrQbd